# Clayton (Georgia)
Clayton – miasto w Stanach Zjednoczonych, w północno-zachodniej części stanu Georgia, siedziba administracyjna hrabstwa Rabun.

## Klimat
Miasto leży w strefie klimatu subtropikalnego, umiarkowanego, łagodnego bez pory suchej i z gorącym latem, należącego według klasyfikacji Köppena do strefy Cfa. Średnia temperatura roczna wynosi +13,9 °C, a opady 1793,2 mm (ze średnimi opadami śniegu wynoszącymi 15,0 mm). Średnia temperatura najcieplejszego miesiąca - lipca wynosi +23,3 °C, natomiast najzimniejszego stycznia +4,5 °C. Najwyższa zanotowana temperatura wyniosła +38,9 °C, natomiast najniższa –23,9 °C. Miesiącem o najwyższych opadach jest marzec o średnich opadach wynoszących 182,9 mm, natomiast najniższe opady są w październiku i wynoszą średnio 116,8 mm.